# Rozgonyi István (országnagy)
Rozgonyi István, ifj. († 1443) országnagy.

## Élete
Rozgonyi Simon országbíró fia a semptei ágból, György országbíró és Simon főkancellár testvére. Dobor ostrománál vitézségével kitüntette magát. Hatalmas birtokadományokban részesült (Sempte uradalma), a konstanzi zsinaton (1414–1418) Zsigmond király kíséretében vett részt, majd a nyugati határ védelmét látta el a huszitákkal szemben. 1421-től – György öccsével közösen – haláláig Pozsony vármegye (fő)ispánja és várnagy. 1424-ben az egri püspökség kormányzója. 1429 és 1443 között nyitrai (pozsonyi), 1430 és 1439 között komáromi, 1437 és 1443 között szepesi ispán. 1439–1440 között országnagy.
Felesége Ilona, gyermekei Sebestyén, Margit, Borbála, Ágnes.
Élete utolsó évtizedében több alkalommal zálogosított el birtokokat és azok jövedelmeit (vámok, malmok) Berényi-Kakas Jánosnak és fiainak, amiből halála után a Berényi és Rozgonyi családok között hosszas viszály kerekedett.